# João de Gaia
João de Gaia, (filho ilegítimo de Estêvam Anes de Gaia e de Teresa Migueis natural de Guimarães, foi legitimado em 1319 por D. Dinis) foi um trovador português dos séculos XIII e XIV.
Escudeiro na corte de D. Dinis I e de D. Afonso IV de Portugal, era protegido por D. Pedro, conde de Barcelos. É autor de quatro cantigas de amor, de feitura tradicional e três cantigas de escárnio.

## Cantigas
- «Come asno no mercado»
- "Em gram coita vivo, senhor"
- "Eu convidei um prelado a jantar, se bem me venha"
- "Meus amigos, pois me Deus foi mostrar"
- "Se eu, amigos, u é mia senhor"
- "Vej'eu mui bem que por amor"
- "Vosso pai na rua"[2]